# 勒特爾巴赫河 (薩拉赫河支流)
47°41′58″N 12°51′01″E / 47.69946°N 12.8503°E

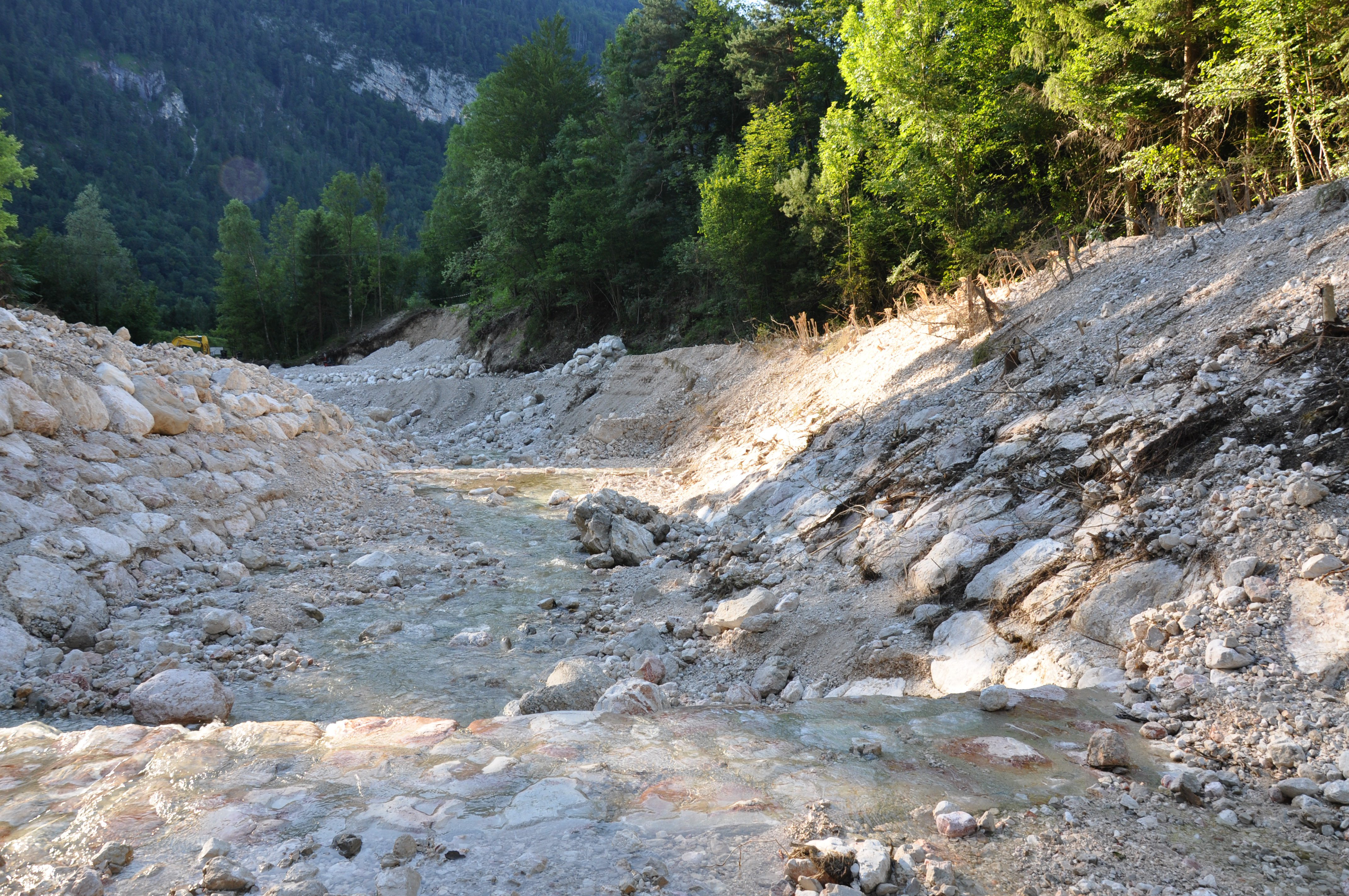

勒特爾巴赫河是德國的河流，位於該國東南部，由巴伐利亞負責管轄，屬於薩拉赫河的右支流，河道全長7公里，流經貝希特斯加登蘭縣。